# 山下水
『山下水』（やましたみず）とは、『源氏物語』の注釈書である。

## 概要
1570年（永禄13年・元亀元年）以後1579年（天正7年）までの成立とされる。『弄花抄』、『細流抄』、『明星抄』等の流れを汲んだ三条西家系統の注釈書の一つである。著者は三条西実隆の孫で三条西公条の子である三条西実枝。
三条西実枝は、1552年（天文21年）に京都を離れ、それから17・8年にわたった東国の流浪から59歳になった1569年（永禄12年）6月に帰京した後、翌1570年（永禄13年）3月から宮中で『源氏物語』の講義を開始し、そのかたわら三条西家の説を中心に、自説も加えた諸注集成をはかろうとしていたらしく、その成果がこの書であると見られる。また三条西実枝は一度本書を完成した後も校勘を加えて本書に加筆していったらしいと考えられている。この書は、はじめに「作意」「大意」等を付し、以下巻別に巻名の由来、詳細な注記を展開している。なお、このときの三条西実枝の講義を受けた中院通勝が著した『源氏物語』の注釈書が『岷江入楚』であり、本書と岷江入楚は内容的に照応するものとなっており、この『岷江入楚』では本書『山下水』ないしその著者三条西実枝の説は「箋」の呼称で引かれている。

## 書名
本書の『山下水』という書名は、本書の料簡に「古今序山下水云々」とあることから『古今和歌集』真名序の「山したみずのたえず」とあるのに由来する著者自身の命名によるものであることがわかる。この「山下水」という名称は、「山陰を流れる水」の意味で、祖父と父による『源氏物語』の注釈書である『細流抄』と同趣旨の命名であると考えられ、また『源氏物語』についての全ての説を論じきったことを海へ流れ込む川に例えて命名されたとする『河海抄』に対する謙遜から来た命名であると思われる。写本によっては『源氏物語抄箋』（宮内庁書陵部蔵本）や『源氏注解』（京都大学文学部蔵本）といった題号を持つものもあり、また「源氏物語抄箋」として引かれていることもある。

## 写本
完全に揃っている写本は現存しない。主要な写本として以下のものがある。
- 天理図書館蔵本
三条西実枝による自筆本とされる写本である。全体的に傷みの激しいものが多く、24帖が現存するとされてきたが全体に亘って錯乱が多く、きちんと綴じ直すとある程度変わる可能性もあるとされる。使用している紙の紙質もさまざまであり、大きさも不揃いである。比較的整った宮内庁書陵部蔵本に近い内容を持つ「天理甲本」（桐壺、帚木、空蝉、夕顔、若紫、末摘花、紅葉賀、花宴、若菜上、若菜下、夕霧、御法、幻、匂宮、紅梅、竹河）とそれに含まれないより草稿本的性格の強い「天理乙本」（空蝉、夕顔、若紫、末摘花、紅葉賀、花宴、葵、賢木、初音）とに大きく分かれ、両者の内容は大きく異なる。また、空蝉、夕顔、若紫、末摘花、紅葉賀、花宴は甲乙両方の系統の巻が含まれている。
- 宮内庁書陵部蔵本
22帖が現存する。中院通村の書写とされるもの。比較的整った形態を持っている。巻末の識語によれば1608年（慶長13年）から1610年（慶長15年）にかけての書写とある。

その他に以下のような写本がある。
- 『源氏物語抄箋』宮内庁書陵部蔵本・1冊本
帚木、空蝉、夕顔、若紫、末摘花、若菜上、若菜下、夕霧からなる。
- 『源氏注解』（京都大学文学部蔵本・2冊本）
内容は上記『源氏物語抄箋』と同じである。

## 翻刻
- 榎本正純編著『源氏物語山下水の研究』研究叢書 181、和泉書院、1996年（平成8年）2月 ISBN 4-87088-789-4
宮内庁書陵部蔵本を底本とし天理本で校合したもの
- 「天理大学附属天理図書館蔵新資料『源氏物語山下水常夏・篝火・野分、行幸』（解題・翻刻）」片桐洋一編『王朝文学の本質と変容 散文編』研究叢書 277、和泉書院、2001年（平成13年）11月。 ISBN 4-7576-0138-7